# Palude di Romano Canavese
La palude di Romano Canavese  è un sito di interesse comunitario  (cod.IT1110064) della Regione Piemonte, istituito nell'ambito della Direttiva 92/43/CEE (Direttiva Habitat), designato inoltre come Zona Speciale di Conservazione. Comprende un'area di 66 ettari nel territorio di vari comuni del Canavese, nella Città metropolitana di Torino.

## Territorio

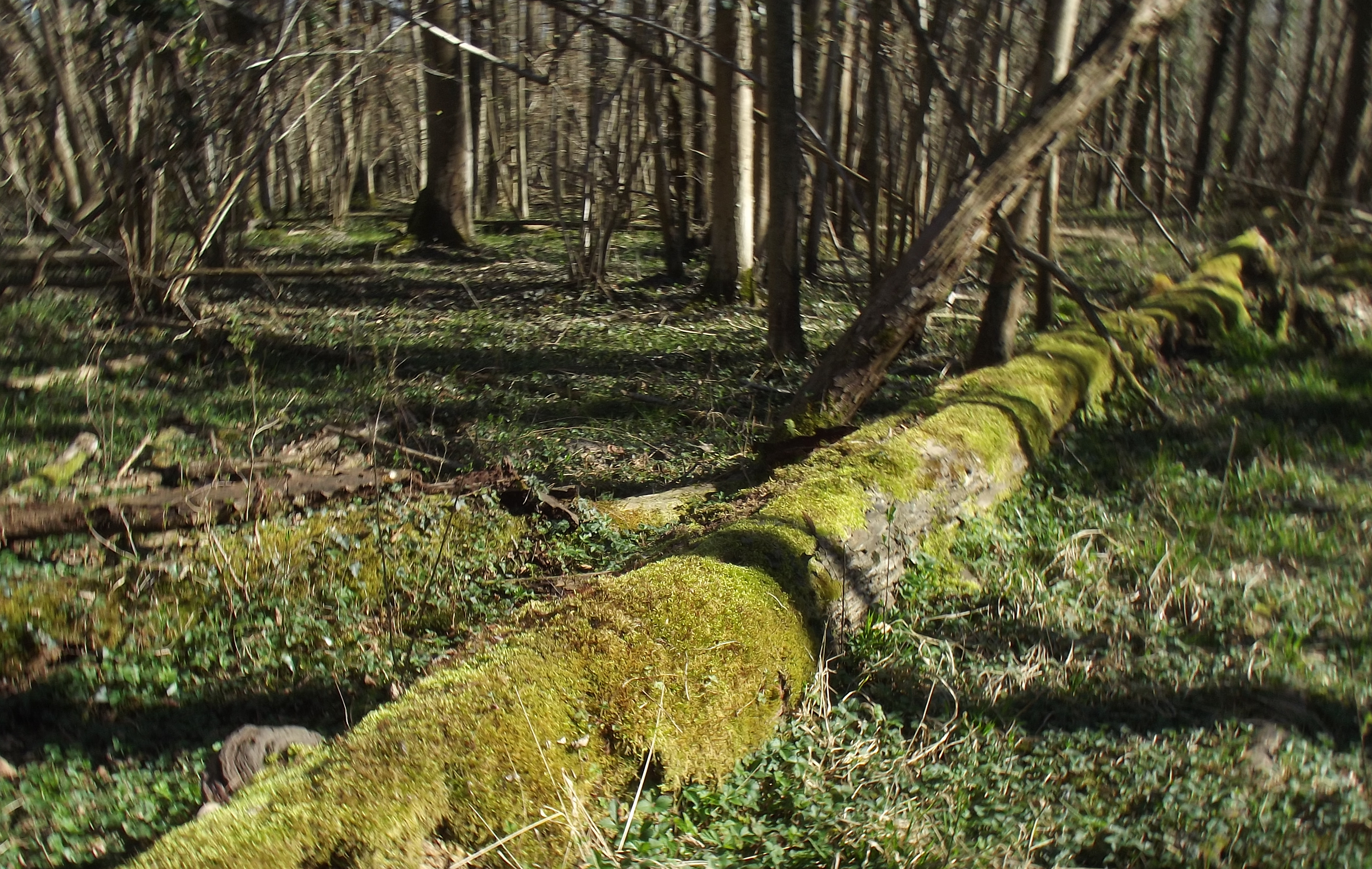
Tronco marcescente in una zona di bosco igrofilo

Il SIC/ZSC comprende una piccola area della pianura posta all'interno dell'Anfiteatro morenico di Ivrea e si trova in destra idrografica rispetto al corso della Dora Baltea. Si tratta di una zona in buona parte boscata, con alcuni popolamenti arborei di pregio come il querco-carpineto e l'alneto ad ontano nero, piuttosto esteso. Il principale motivo di interesse naturalistico del sito è la presenza di risorgive dalle quali si originano vari ambienti umidi e paludosi. Le acque in eccesso sono drenante da vari canali e fossi. Attorno alla zona umida tutelata dalla ZSC sono presenti vasti campi e pioppeti di molto minor pregio ambientale; l'autostrada Torino-Aosta transita poco ad ovest del sito, sfiorandone i confini. Particolarmente suggestiva è la zona attorno alla Sorgente Gurgo, una risorgiva dalla quale nasce la Gora del Mulino, un piccolo corso d'acqua semi-naturale che scorrendo verso nord contribuisce al mantenimento dell'umidità nell'area paludosa; uno specchio d'acqua naturalisticamente meno interessante è invece il Laghetto della Palude, situato ai limiti nord-orientali dell'area protetta ed utilizzato per la pesca amatoriale.

## Flora e vegetazione

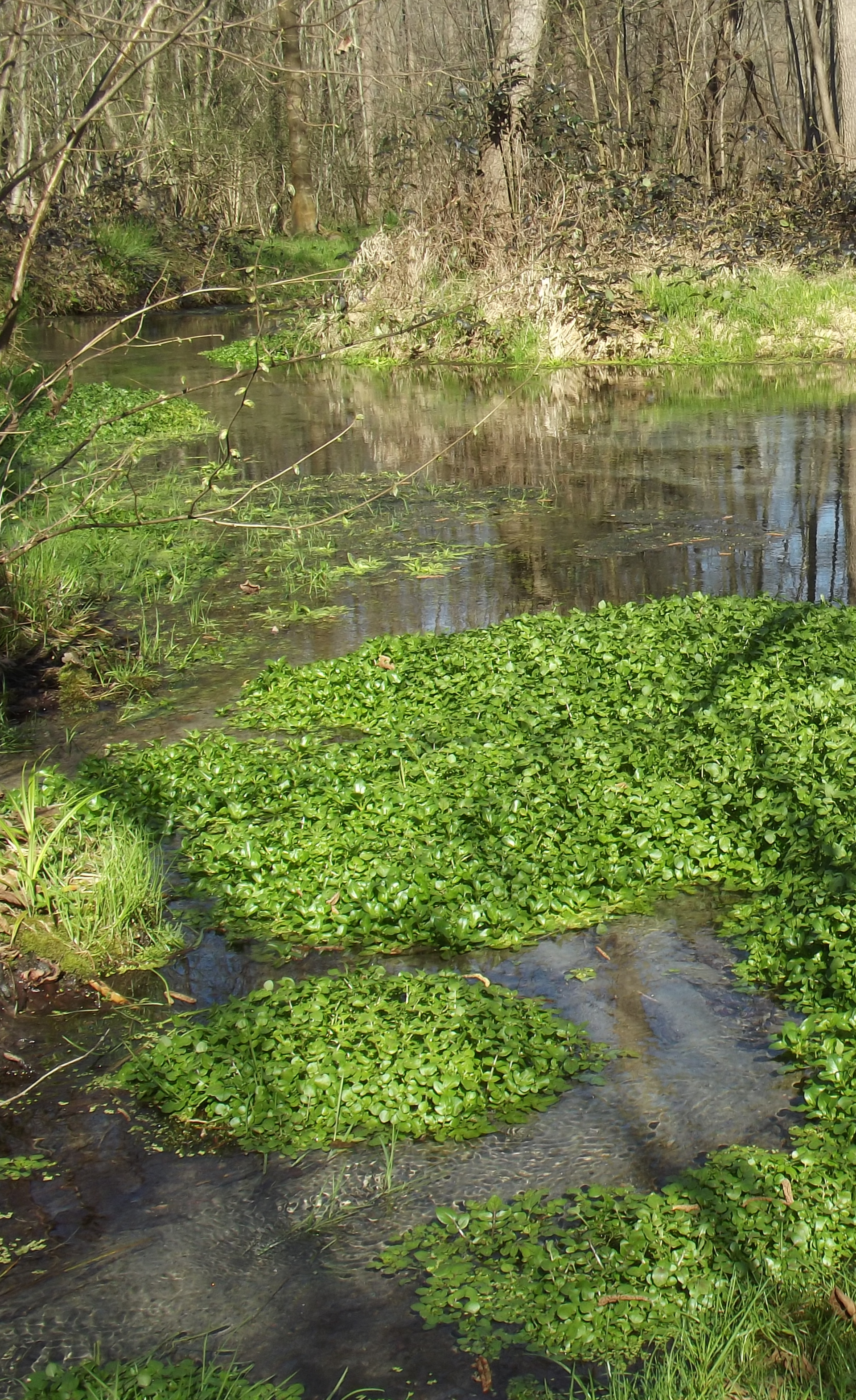
Vegetazione palustre nel SIC/ZSC

La vegetazione del SIC/ZSC è particolarmente preziosa perché caratterizzata da varie specie igrofile che altrove sono ormai divenute rare o che rischiano l'estinzione. Tra queste Hattonia palustris e Ludwigia palustris sono incluse nella lista rossa delle specie vegetali minacciate nella Regione Piemonte. Un'altra specie rara la cui presenza era stata in passato segnalata nel sito, anche se senza conferme recenti della sua presenza, è Marsilea quadrifolia.
Le misure di gestione specifiche del sito prevedono la salvaguardia della zona umida tramite una serie di divieti (ad esempio quello di effettuare nuovi prelievi idrici, l'immissione di specie alloctone ai fini della pesca sportiva o di aprire nuova viabilità forestale) e di prescrizioni, come la corretta manutenzione dei fossi e dei canali e la graduale trasformazione dei boschi cedui presenti nell'area in fustaie disetanee, il tutto volto a preservare la specificità ambientale della zona.

## Fauna
L'area protetta ospita varie specie di anfibi come la raganella italiana, la rana di Lessona e il tritone punteggiato, per le quali costituisce un sito riproduttivo. Tra gli invertebrati è significativa è la presenza di Austropotamobius pallipes (il gambero di fiume) oltre che di 17 diverse specie di libellule alcune delle quali, come Somatochlora flavomaculata, in Piemonte sono ormai diventate decisamente rare.

## Habitat
Tra gli habitat naturali di interesse comunitario sono presenti nel SIC/ZSC:
- Laghi eutrofici naturali con vegetazione del Magnopotamion o Hydrocharition (cod. 3150),
- Fiumi delle pianure e montani con vegetazione del Ranunculion fluitantis e Callitricho- Batrachion.  (cod. 3260),
- Querceti di farnia o rovere subatlantici e dell'Europa centrale del Carpinion betuli  (cod. 9160),
- Foreste alluvionali di Alnus glutinosa e Fraxinus excelsior (Alno-Padion, Alnion incanae, Salicion albae)  (cod. 91E=),

## Attività
La zona del SIC/ZSC è visitabile grazie ad alcune stradine forestali che la collegano con il centro di Romano Canavese. È inoltre raggiunto da una diramazione dell'itinerario escursionistico di lunga percorrenza Alta Via dell'Anfiteatro Morenico.

## Cartografia
- Cartografia ufficiale italiana in scala 1:25.000 e 1:100.000, Istituto Geografico Militare.
- Alpi canavesane 07 - Carta dell'Anfiteatro Morenico d'Ivrea (scala 1:20.000), Mercenasco, Mu edizioni, ISBN 9788889803097.